# Schisandraceae
Schisandraceae — родина квіткових рослин із 3 відомими родами та 81 відомим видом, які ростуть на півдні Північної Америки на півдні, сході й південному-сході Азії. Родина була визнаною більшістю систематиків, принаймні протягом останніх кількох десятиліть. До цього відповідні рослини відносили до родини Magnoliaceae та Illiciaceae. Системи таксономії APG IV і APG III визнають цю родину й відносять його до порядку Austrobaileyales.